# Georgetown (hrabstwo Floyd)
Georgetown – miasto w Stanach Zjednoczonych, w stanie Indiana, w hrabstwie Floyd.